# Odborná prohlídka výtahu
Odborná prohlídka výtahu je dle ČSN 27 4002 prohlídka výtahu a funkční vyzkoušení bezpečnostních prvků, komponent a ostatních zařízení výtahu za účelem posouzení celkového stavu výtahu, včetně kontroly vedení provozní dokumentace. 

## Kdo provádí
Odbornou prohlídku provádí odborný servisní pracovník servisní firmy, která smluvně zajišťuje servis výtahu.

## Lhůty

### Kategorie I. - Výtahy uvedené do provozu po 1.1.1993
- Výtahy určené k dopravě osob nebo osob a nákladů v budovách s převažujícím volným přístupem veřejnosti - 3 měsíce
- Výtahy určené k dopravě osob nebo osob a nákladů v budovách používaných převážně uživateli budovy s omezeným přístupem veřejnosti - 4 měsíce
- Výtahy určené pouze k dopravě nákladů a malé nákladní výtahy - 6 měsíců

### Kategorie II. - Výtahy uvedené do provozu před 1.1.1993
- Výtahy určené k dopravě osob nebo osob a nákladů v budovách s převažujícím volným přístupem veřejnosti - 2 měsíce
- Výtahy určené k dopravě osob nebo osob a nákladů v budovách používaných převážně uživateli budovy s omezeným přístupem veřejnosti - 3 měsíce
- Výtahy určené pouze k dopravě nákladů a malé nákladní výtahy - 6 měsíců

## Ostatní
Pokud byla u výtahů v provozu podle kategorie II. odstraněna zjištěná provozní rizika spadající do úrovně vysokých rizik podle přílohy B ČSN 27 4002, platí pro tyto výtahy lhůty uvedené v kategorii I. - Výtahy uvedené do provozu po 1. lednu 1993.